# Szymon Wilk
Szymon Adam Wilk – polski inżynier informatyk, doktor habilitowany nauk technicznych. Specjalizuje się w systemach wspomagania decyzji, informatyce medycznej, systemach uczących się oraz systemach wieloagentowych. Adiunkt w Instytucie Informatyki Wydziału Informatyki Politechniki Poznańskiej.

## Życiorys
Studia na kierunku informatyka ukończył na Politechnice Poznańskiej w 1997 i na tej uczelni został zatrudniony. Stopień doktorski uzyskał w 2003 na podstawie pracy pt. Elastyczne systemy wspomagania decyzji z bazą wiedzy w środowisku mobilnym (ang. Flexible, knowledge-based decision support systems in mobile environment), przygotowanej pod kierunkiem prof. Romana Słowińskiego. Habilitował się w 2011 na podstawie dorobku naukowego i rozprawy pt. Zintegrowane systemy wspomagania decyzji klinicznych: podstawy teoretyczne i implementacje. 
Artykuły publikował w takich czasopismach jak m.in. "Decision Support Systems", "Methods of Information in Medicine", "Health Policy and Technology" oraz "European Journal of Operational Research".